# Кільце фей
Кільце фей — круглі формації трав'янистої рослинності на поверхні пустелі та напівпустелі в Намібії, Аризоні, Кенії, Мозамбіку та Австралії.

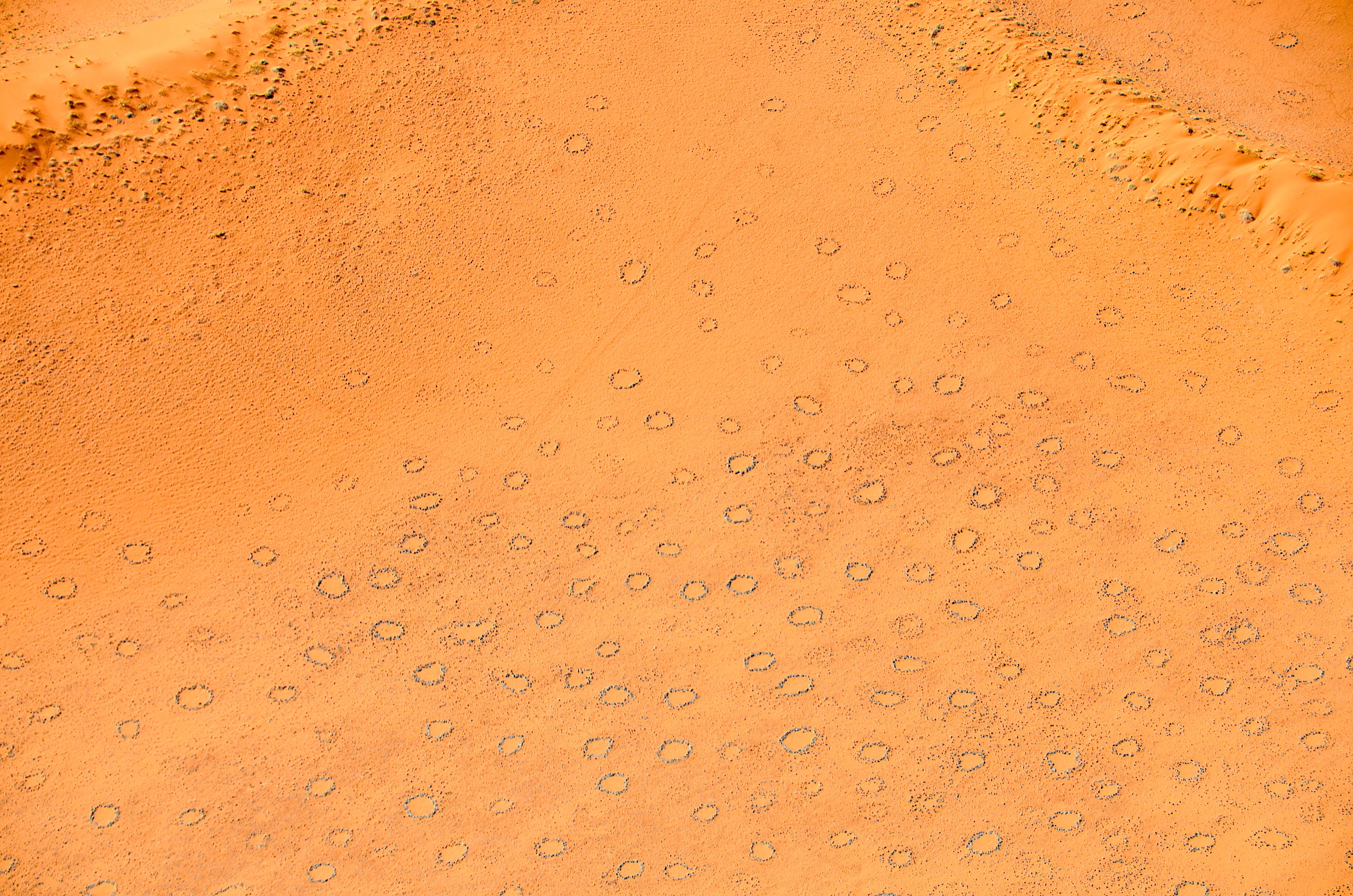
Кільця з висоти пташиного польоту

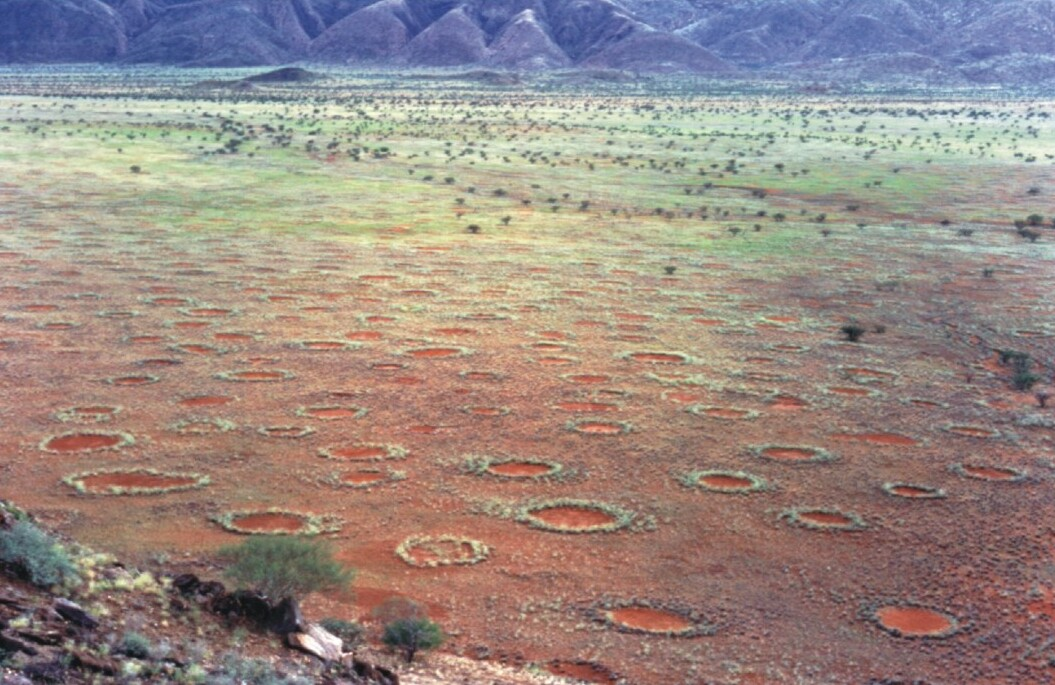

## Походження
Місцеві легенди стверджують, що кільця — це відбитки ніг богів, чи місця заражені отруйним подихом дракона.
Науковці пропонують дві гіпотези появи кілець.
Згідно однієї причиною є терміти, що очищують рослинність навколо своїх гнізд. Це дозволяє їм створювати резервуари з водою на глибині 50 см. Густа рослинність на краю кола — це певний кордон між поселеннями термітів. Ця гіпотеза підтверджена фактами, проте кола з'являються навіть на тих територіях, де немає термітів.
Інша гіпотеза стверджує, що рослини самі формують ці кола, відрощуючи довге коріння для збору води. Ця гіпотеза не підтверджена доказами.
Є також комбінована гіпотеза, що визнає причетність термітів до зачистки кільця від рослин. Оскільки територія більш волога — рослинність, що росте навколо резервуара з водою термітів — росте краще ніж загалом у пустелі.

## Варіації
Маленькі кола в Намібії мають 20 см в діаметрі. Великі можуть досягати 25 метрів.